# Пожар Маккинни

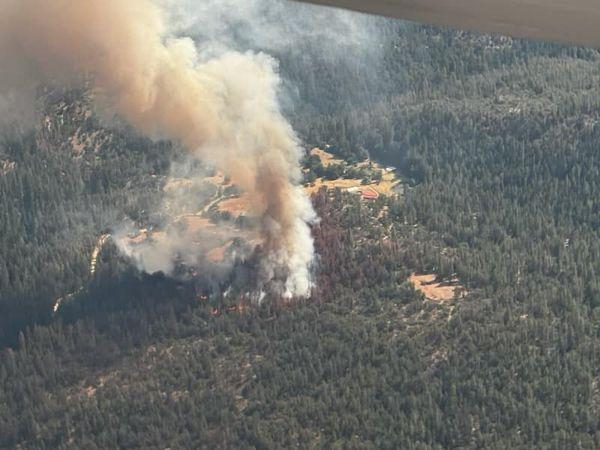
Вид с воздуха на пожар «Маккинни» 29 июля 2022 года, вскоре после его начала.

Пожар «Маккинни» (англ. McKinney Fire) — крупный лесной пожар, который вспыхнул в Национальном лесу Кламат в западной части округа Сискию, штат Калифорния, США, во время калифорнийского сезона лесных пожаров 2022 года. Пожар назван по имени дороги МакКинни-Крик, недалеко от которой 29 июля 2022 года, примерно в 14:15, возник пожар. Из-за погодных условий в течение следующих полутора дней произошло быстрое распространение пожара на площадь 20 234 га. Всего за время активности пожара, равное 36 часам, выгорело 24 337 га леса, 185 различных построек и погибло четыре человека.
По причине погодных условий и быстрого распространения огня, пожар образовал исключительно мощные пирокучевые облака, которые достигли нижней стратосферы и рекордной зарегистрированной высоты 15 км.